# Liga LGT 2011
La temporada 2011 de la Liga LGT fue la novena edición desde que se iniciara la competición de traineras organizada por la Liga Noroeste de Traineras en 2003. Compitieron 17 equipos encuadrados en un único grupo. La temporada regular comenzó el 26 de junio en Chapela (Pontevedra) y terminó el 28 de agosto en Villajuán (Pontevedra). Posteriormente, se disputó el play-off para el ascenso a la Liga ACT.

## Sistema de competición
La Liga LGT estuvo compuesta por un único grupo que disputó un calendario de 17 regatas durante la fase regular. Al finalizar dicho calendario y para decidir los ascensos y descensos entre la Liga ACT y la Liga LGT se disputó un play-off de ascenso a Liga ACT en el que se compitió por 2 plazas en la Liga ACT entre el penúltimo clasificado de dicha competición, ya que el último desciende directamente, los 2 primeros de la Liga LGT y los 2 primeros del Grupo 1 de la Liga ARC.
Las regatas de disputaron en tandas en líneas con cuatro, cinco o seis calles excepto la  Bandera Concejo de Vigo y la primera jornada del Trofeo Teresa Herrera que se compitieron en modalidad contrarreloj. En todos los casos la distancia a bogar en cada regata fue de 3 millas náuticas que equivalen a 5556 metros.

## Calendario

### Temporada regular
Las siguientes regatas tuvieron lugar en 2011.
| Orden | Regata                                      | Fecha        | Hora  | Localidad            | Provincia  |
| ----- | ------------------------------------------- | ------------ | ----- | -------------------- | ---------- |
| 1     | XXV Bandera Concejo de Redondela            | 26 de junio  | 11:30 | Chapela              | Pontevedra |
| 2     | Bandera Cofradía de Pescadores de San Roque | 2 de julio   | 19:00 | Portonovo            | Pontevedra |
| 3     | VI Bandera Concejo de Muros                 | 3 de julio   | 11:30 | Esteiro              | La Coruña  |
| 4     | VII Bandera Concejo de Rianjo               | 9 de julio   | 19:00 | Rianjo               | La Coruña  |
| 5     | XXI Bandera Concejo de Oleiros              | 10 de julio  | 11:30 | Santa Cristina       | La Coruña  |
| 6     | IX Bandera Concejo de Poyo                  | 16 de julio  | 17:30 | Poyo                 | Pontevedra |
| 7     | XIX Bandera Concejo de Vigo                 | 17 de julio  | 11:30 | Vigo                 | Pontevedra |
| 8     | XXVII Bandera Concejo de El Grove           | 17 de julio  | 11:30 | El Grove             | Pontevedra |
| 9     | X Trofeo Teresa Herrera (1ª jornada)        | 30 de julio  | 17:30 | La Coruña            | La Coruña  |
| 10    | IX Trofeo Teresa Herrera (2ª jornada)       | 31 de julio  | 11:30 | La Coruña            | La Coruña  |
| 11    | I Bandera Reganosa                          | 13 de agosto | 17:00 | Mugardos             | La Coruña  |
| 12    | XXVII Bandera Concejo de Moaña              | 14 de agosto | 10:30 | Meira                | Pontevedra |
| 13    | VI Bandera Concejo de Puebla                | 15 de agosto | 17:30 | Puebla del Caramiñal | La Coruña  |
| 14    | IV Bandera Concejo de Ares                  | 20 de agosto | 19:00 | Ares                 | La Coruña  |
| 15    | XXI Bandera Concejo de Boiro                | 21 de agosto | 11:30 | Boiro                | La Coruña  |
| 16    | VIII Bandera Concejo de Ferrol              | 27 de agosto | 18:00 | Playa de San Xurxo   | La Coruña  |
| 17    | XVII Bandera Concejo de Villagarcía         | 28 de agosto | 11:30 | Villajuán            | Pontevedra |

### Play-off de ascenso a Liga ACT
| Orden | Regata      | Fecha            | Hora  | Provincia |
| ----- | ----------- | ---------------- | ----- | --------- |
| 1     | Bermeo      | 17 de septiembre | 18:00 | Vizcaya   |
| 2     | Portugalete | 18 de septiembre | 12:00 | Vizcaya   |

## Traineras participantes
| Equipo          | Nombre de la Trainera | Localidad            | Provincia  | Localización de los equipos                                                                                     |
| --------------- | --------------------- | -------------------- | ---------- | --- |
| Esteirana       | Esteirana             | Esteiro              | La Coruña  | Esteirana Puebla Cabo Amegrove Mecos Coruxo Rianxo Samertolameu Vilaxoán Chapela Perillo A Cabana Mugardos Ares |
| Puebla          | Carmela               | Puebla del Caramiñal | La Coruña  | Esteirana Puebla Cabo Amegrove Mecos Coruxo Rianxo Samertolameu Vilaxoán Chapela Perillo A Cabana Mugardos Ares |
| Cabo da Cruz    | Cabo da Cruz          | Boiro                | La Coruña  | Esteirana Puebla Cabo Amegrove Mecos Coruxo Rianxo Samertolameu Vilaxoán Chapela Perillo A Cabana Mugardos Ares |
| Amegrove        | Pabliño               | El Grove             | Pontevedra | Esteirana Puebla Cabo Amegrove Mecos Coruxo Rianxo Samertolameu Vilaxoán Chapela Perillo A Cabana Mugardos Ares |
| Mecos-Mondariz  | Mequiña               | El Grove             | Pontevedra | Esteirana Puebla Cabo Amegrove Mecos Coruxo Rianxo Samertolameu Vilaxoán Chapela Perillo A Cabana Mugardos Ares |
| Coruxo          | Fontaíña              | Vigo                 | Pontevedra | Esteirana Puebla Cabo Amegrove Mecos Coruxo Rianxo Samertolameu Vilaxoán Chapela Perillo A Cabana Mugardos Ares |
| Rianxo          | Concello de Rianxo    | Rianjo               | La Coruña  | Esteirana Puebla Cabo Amegrove Mecos Coruxo Rianxo Samertolameu Vilaxoán Chapela Perillo A Cabana Mugardos Ares |
| Samertolameu    | A Terca               | Meira                | Pontevedra | Esteirana Puebla Cabo Amegrove Mecos Coruxo Rianxo Samertolameu Vilaxoán Chapela Perillo A Cabana Mugardos Ares |
| Vilaxoán        | A Revenida            | Villajuán de Arosa   | Pontevedra | Esteirana Puebla Cabo Amegrove Mecos Coruxo Rianxo Samertolameu Vilaxoán Chapela Perillo A Cabana Mugardos Ares |
| Chapela         | Arealonga             | Redondela            | Pontevedra | Esteirana Puebla Cabo Amegrove Mecos Coruxo Rianxo Samertolameu Vilaxoán Chapela Perillo A Cabana Mugardos Ares |
| Perillo-Salgado | Perillo               | Perillo              | La Coruña  | Esteirana Puebla Cabo Amegrove Mecos Coruxo Rianxo Samertolameu Vilaxoán Chapela Perillo A Cabana Mugardos Ares |
| A Cabana        | Albatros              | La Cabana            | La Coruña  | Esteirana Puebla Cabo Amegrove Mecos Coruxo Rianxo Samertolameu Vilaxoán Chapela Perillo A Cabana Mugardos Ares |
| Mugardos        | Bestarruza            | Mugardos             | La Coruña  | Esteirana Puebla Cabo Amegrove Mecos Coruxo Rianxo Samertolameu Vilaxoán Chapela Perillo A Cabana Mugardos Ares |
| Ares            | Santa Olalla de Lubre | Ares                 | La Coruña  | Esteirana Puebla Cabo Amegrove Mecos Coruxo Rianxo Samertolameu Vilaxoán Chapela Perillo A Cabana Mugardos Ares |

Los clubes participantes están ordenados geográficamente, de oeste a este.

### Equipos por provincia
| Provincia  | N. | Equipos                                                                            |
| ---------- | -- | ---------------------------------------------------------------------------------- |
| La Coruña  | 8  | A Cabana, Ares, Cabo da Cruz, Esteirana, Mugardos, Perillo-Salgado, Puebla, Rianxo |
| Pontevedra | 6  | Amegrove, Chapela, Coruxo, Mecos, , Samertolameu, Vilaxoán                         |

### Ascensos y descensos
| Pos. | Clubes de temporada 2010 no inscritos |
| ---- | ------------------------------------- |
| 5.º  | Náutico de Vigo                       |
| 11.º | Robaleira                             |
| 14.º | Vila de Cangas                        |
| 17.º | As Xubias                             |

| Pos. | Nueva inscripción |
| ---- | ----------------- |
| -    | Mugardos          |

     Descenso administrativo o desaparición.

     Nueva inscripción.

## Clasificación

### Temporada regular
A continuación se recoge la clasificación en cada una de las regatas disputadas.

#### Puntuaciones
Los puntos se reparten entre los catorce participantes en cada regata.
| Posición | 1.º | 2.º | 3.º | 4.º | 5.º | 6.º | 7.º | 8.º | 9.º | 10.º | 11.º | 12.º | 13.º | 14.º |
| -------- | --- | --- | --- | --- | --- | --- | --- | --- | --- | ---- | ---- | ---- | ---- | ---- |
| Puntos   | 14  | 13  | 12  | 11  | 10  | 9   | 8   | 7   | 6   | 5    | 4    | 3    | 2    | 1    |

#### Resultados por regata
| Pos. | Club            | Trainera              | 1 RED | 2 COF | 3 MUR | 4 RIA | 5 OLE | 6 POY | 7 VIG | 8 GRO | 9 TE1 | 10 TE2 | 11 REG | 12 MOA | 13 PUE | 14 ARE | 15 BOI | 16 FER | 17 VIL | Puntos |
| ---- | --------------- | --------------------- | ----- | ----- | ----- | ----- | ----- | ----- | ----- | ----- | ----- | ------ | ------ | ------ | ------ | ------ | ------ | ------ | ------ | ------ |
| 1    | Amegrove        | Pabliño               | 1     | 1     | 1     | 1     | 1     | 1     | 1     | 1     | 1     | 1      | 1      | 1      | 1      | 1      | 1      | 1      | 1      | 238    |
| 2    | Chapela         | Arealonga             | 2     | 2     | 2     | 2     | 2     | 2     | 2     | 3     | 3     | 2      | 2      | 3      | 2      | 4      | 2      | 2      | 2      | 216    |
| 3    | Cabo da Cruz    | Cabo da Cruz          | 5     | 3     | 4     | 3     | 4     | 3     | 4     | 2     | 2     | 3      | 5      | 2      | 3      | 3      | 3      | 3      | 3      | 200    |
| 4    | Samertolameu    | Meira Mar             | 3     | 5     | 5     | 4     | 3     | 4     | 5     | 5     | 4     | 6      | 4      | 5      | 4      | 2      | 5      | 4      | 5      | 182    |
| 5    | Vilaxoan        | A Revenida            | 4     | 4     | 3     | 5     | 5     | 5     | 3     | 4     | 5     | 4      | 3      | 4      | 5      | 9      | 4      | 5      | 4      | 179    |
| 6    | Perillo-Salgado | Perillo               | 7     | 8     | 8     | 9     | 8     | 12    | 7     | 10    | 8     | 5      | 6      | 8      | 6      | 6      | 6      | 8      | 6      | 127    |
| 7    | Mecos-Mondariz  | Mequiña               | 9     | 6     | 7     | 6     | 6     | 8     | DSQ   | 6     | 6     | 8      | 7      | 6      | 11     | 7      | 8      | 6      | 7      | 126    |
| 8    | A Cabana        | Albatros              | 6     | 7     | 6     | 7     | 10    | 6     | 12    | 8     | 9     | 7      | 9      | 11     | 13     | 8      | 7      | 7      | 11     | 111    |
| 9    | Ares            | Santa Olalla de Lubre | 13    | 10    | 11    | 11    | 7     | 9     | 8     | 7     | 10    | 12     | 8      | 7      | 7      | 5      | 9      | 9      | 9      | 103    |
| 10   | Coruxo          | Fontaíña              | 8     | 9     | 9     | 8     | 12    | 7     | 6     | 11    | 7     | 9      | 12     | 13     | 9      | 13     | 13     | 13     | 10     | 86     |
| 11   | Puebla          | Carmela               | 10    | 11    | 13    | 12    | 13    | 10    | 10    | 13    | 12    | 11     | 11     | 10     | 10     | 12     | 11     | 10     | 12     | 64     |
| 12   | Mugardos        | Bestarruza            | 14    | 14    | 14    | 14    | 9     | 14    | 11    | 9     | 11    | 10     | 10     | 12     | 8      | 11     | 12     | 11     | 8      | 63     |
| 13   | Rianxo          | Concello de Rianxo    | 11    | 13    | 10    | 10    | 14    | 11    | 9     | 12    | 13    | 14     | 14     | 9      | 12     | 10     | 10     | 12     | 13     | 58     |
| 14   | Esteirana       | Esteirana             | 12    | 12    | 12    | 13    | 11    | 13    | 13    | 14    | 14    | 13     | 13     | 14     | 14     | 14     | 14     | 14     | 14     | 31     |

| Color  | Resultado           |
| ------ | ------------------- |
| Oro    | Ganador             |
| Plata  | Segundo             |
| Bronce | Tercero             |
| Verde  | Puntuó              |
| Negro  | DSQ - Descalificada |

La trainera de Mecos-Mondariz fue descalificada en la XIX Bandera Concejo de Vigo por entrar en meta por el vano equivocado del puente de Toralla

#### Palmarés
| Pos. | Club            | Victorias | Segundas | Terceras | Puntos | Ascenso o descenso  |
| ---- | --------------- | --------- | -------- | -------- | ------ | ------------------- |
| 1    | Amegrove        | 17        | -        | -        | 238    | Play-off de ascenso |
| 2    | Chapela         | -         | 13       | 3        | 216    | Play-off de ascenso |
| 3    | Cabo da Cruz    | -         | 3        | 9        | 200    |                     |
| 4    | Samertolameu    | -         | 1        | 2        | 182    |                     |
| 5    | Vilaxoan        | -         | -        | 3        | 179    |                     |
| 6    | Perillo-Salgado | -         | -        | -        | 127    |                     |
| 7    | Mecos-Mondariz  | -         | -        | -        | 126    |                     |
| 8    | A Cabana        | -         | -        | -        | 111    |                     |
| 9    | Ares            | -         | -        | -        | 103    |                     |
| 10   | Coruxo          | -         | -        | -        | 86     |                     |
| 11   | Puebla          | -         | -        | -        | 64     |                     |
| 12   | Mugardos        | -         | -        | -        | 63     |                     |
| 13   | Rianxo          | -         | -        | -        | 58     |                     |
| 14   | Esteirana       | -         | -        | -        | 31     |                     |

### Play-off de ascenso a Liga ACT
Los puntos se reparten entre los cinco participantes en cada regata.
| Posición | 1.º | 2.º | 3.º | 4.º | 5.º |
| -------- | --- | --- | --- | --- | --- |
| Puntos   | 5   | 4   | 3   | 2   | 1   |

| Pos. | Club              | Trainera          | 1 BER | 2 POR | Puntos | Ascenso o descenso    |
| ---- | ----------------- | ----------------- | ----- | ----- | ------ | --------------------- |
| 1    | Portugalete-Eulen | Jarrillera        | 1     | 1     | 10     | Asciende a Liga ACT   |
| 2    | Zierbena-BBGE     | Bahías de Bizkaia | 2     | 2     | 8      | Asciende a Liga ACT   |
| 3    | Camargo           | Virgen del Carmen | 4     | 3     | 5      | Desciende a Liga ARC  |
| 4    | Cabo da Cruz      | Cabo da Cruz      | 3     | 4     | 5      | Permanece en Liga LGT |
| 5    | Chapela           | Arealonga         | 5     | 5     | 5      | Permanece en Liga LGT |